# Lista över fornlämningar i Norrtälje kommun (Häverö)
Lista över fornlämningar i Norrtälje kommun (Häverö) är en förteckning av ett urval av de fornlämningar som finns i Häverö i Norrtälje kommun.
| Namn         | Lämningstyp             | Tillkomsttid | Historisk indelning | Plats | Läge                 | ID-nr          | Bild                                 |
| ------------ | ----------------------- | ------------ | ------------------- | ----- | -------------------- | -------------- | ------------------------------------ |
| Häverö 1:1   | Gravfält                |              | Häverö, Uppland     |       | 59.988926, 18.605453 | 10003600010001 | Ladda upp en bild av detta fornminne |
| Häverö 2:1   | Gravfält                |              | Häverö, Uppland     |       | 59.990660, 18.604132 | 10003600020001 | Ladda upp en bild av detta fornminne |
| Häverö 3:1   | Stensättning            |              | Häverö, Uppland     |       | 59.992686, 18.611822 | 10003600030001 | Ladda upp en bild av detta fornminne |
| Häverö 3:2   | Stensättning            |              | Häverö, Uppland     |       | 59.992764, 18.611596 | 10003600030002 | Ladda upp en bild av detta fornminne |
| Häverö 5:1   | Stensättning            |              | Häverö, Uppland     |       | 59.985155, 18.647888 | 10003600050001 | Ladda upp en bild av detta fornminne |
| Häverö 7:1   | Stensättning            |              | Häverö, Uppland     |       | 59.986660, 18.647444 | 10003600070001 | Ladda upp en bild av detta fornminne |
| Häverö 7:2   | Stensättning            |              | Häverö, Uppland     |       | 59.986726, 18.647332 | 10003600070002 | Ladda upp en bild av detta fornminne |
| Häverö 8:1   | Stensättning            |              | Häverö, Uppland     |       | 59.987033, 18.646641 | 10003600080001 | Ladda upp en bild av detta fornminne |
| Häverö 10:1  | Gravfält                |              | Häverö, Uppland     |       | 59.989552, 18.655262 | 10003600100001 | Ladda upp en bild av detta fornminne |
| Häverö 11:1  | Stensättning            |              | Häverö, Uppland     |       | 59.988207, 18.653553 | 10003600110001 | Ladda upp en bild av detta fornminne |
| Häverö 21:1  | Gravfält                |              | Häverö, Uppland     |       | 60.019517, 18.602429 | 10003600210001 | Ladda upp en bild av detta fornminne |
| Häverö 22:1  | Gravfält                |              | Häverö, Uppland     |       | 60.019969, 18.604192 | 10003600220001 | Ladda upp en bild av detta fornminne |
| Häverö 24:1  | Hög                     |              | Häverö, Uppland     |       | 60.021748, 18.609124 | 10003600240001 | Ladda upp en bild av detta fornminne |
| Häverö 26:1  | Gravfält                |              | Häverö, Uppland     |       | 60.024420, 18.606374 | 10003600260001 | Ladda upp en bild av detta fornminne |
| Häverö 29:1  | Stensättning            |              | Häverö, Uppland     |       | 60.037830, 18.678317 | 10003600290001 | Ladda upp en bild av detta fornminne |
| Häverö 30:1  | Stensättning            |              | Häverö, Uppland     |       | 60.039080, 18.684431 | 10003600300001 | Ladda upp en bild av detta fornminne |
| Häverö 31:1  | Stensättning            |              | Häverö, Uppland     |       | 60.031943, 18.680849 | 10003600310001 | Ladda upp en bild av detta fornminne |
| Häverö 32:1  | Stensättning            |              | Häverö, Uppland     |       | 60.031440, 18.680873 | 10003600320001 | Ladda upp en bild av detta fornminne |
| Häverö 32:2  | Stensättning            |              | Häverö, Uppland     |       | 60.031215, 18.680546 | 10003600320002 | Ladda upp en bild av detta fornminne |
| Häverö 32:3  | Stensättning            |              | Häverö, Uppland     |       | 60.031522, 18.680504 | 10003600320003 | Ladda upp en bild av detta fornminne |
| Häverö 32:4  | Stensättning            |              | Häverö, Uppland     |       | 60.031397, 18.680365 | 10003600320004 | Ladda upp en bild av detta fornminne |
| Häverö 37:1  | Stensättning            |              | Häverö, Uppland     |       | 59.983330, 18.641861 | 10003600370001 | Ladda upp en bild av detta fornminne |
| Häverö 38:1  | Stensättning            |              | Häverö, Uppland     |       | 59.983131, 18.640891 | 10003600380001 | Ladda upp en bild av detta fornminne |
| Häverö 39:1  | Gravfält                |              | Häverö, Uppland     |       | 60.040490, 18.689178 | 10003600390001 | Ladda upp en bild av detta fornminne |
| Häverö 46:1  | Gravfält                |              | Häverö, Uppland     |       | 60.037644, 18.702805 | 10003600460001 | Ladda upp en bild av detta fornminne |
| Häverö 48:1  | Stensättning            |              | Häverö, Uppland     |       | 60.040058, 18.694537 | 10003600480001 | Ladda upp en bild av detta fornminne |
| Häverö 48:2  | Stensättning            |              | Häverö, Uppland     |       | 60.039998, 18.694662 | 10003600480002 | Ladda upp en bild av detta fornminne |
| Häverö 48:3  | Stensättning            |              | Häverö, Uppland     |       | 60.040163, 18.694875 | 10003600480003 | Ladda upp en bild av detta fornminne |
| Häverö 50:1  | Gravfält                |              | Häverö, Uppland     |       | 60.041179, 18.691505 | 10003600500001 | Ladda upp en bild av detta fornminne |
| Häverö 51:1  | Gravfält                |              | Häverö, Uppland     |       | 60.041391, 18.690303 | 10003600510001 | Ladda upp en bild av detta fornminne |
| Häverö 55:1  | Gravfält                |              | Häverö, Uppland     |       | 60.043700, 18.679726 | 10003600550001 | Ladda upp en bild av detta fornminne |
| Häverö 56:1  | Stensättning            |              | Häverö, Uppland     |       | 60.043339, 18.678939 | 10003600560001 | Ladda upp en bild av detta fornminne |
| Häverö 57:1  | Gravfält                |              | Häverö, Uppland     |       | 60.044428, 18.677816 | 10003600570001 | Ladda upp en bild av detta fornminne |
| Häverö 60:1  | Stensättning            |              | Häverö, Uppland     |       | 60.038350, 18.714432 | 10003600600001 | Ladda upp en bild av detta fornminne |
| Häverö 61:1  | Stensättning            |              | Häverö, Uppland     |       | 60.038634, 18.712369 | 10003600610001 | Ladda upp en bild av detta fornminne |
| Häverö 61:2  | Röse                    |              | Häverö, Uppland     |       | 60.038809, 18.712213 | 10003600610002 | Ladda upp en bild av detta fornminne |
| Häverö 61:3  | Stensättning            |              | Häverö, Uppland     |       | 60.038827, 18.711493 | 10003600610003 | Ladda upp en bild av detta fornminne |
| Häverö 61:4  | Stensättning            |              | Häverö, Uppland     |       | 60.038928, 18.711393 | 10003600610004 | Ladda upp en bild av detta fornminne |
| Häverö 62:1  | Stensättning            |              | Häverö, Uppland     |       | 60.039656, 18.710420 | 10003600620001 | Ladda upp en bild av detta fornminne |
| Häverö 64:1  | Röse                    |              | Häverö, Uppland     |       | 60.045040, 18.716438 | 10003600640001 | Ladda upp en bild av detta fornminne |
| Häverö 65:1  | Stensättning            |              | Häverö, Uppland     |       | 60.045202, 18.715728 | 10003600650001 | Ladda upp en bild av detta fornminne |
| Häverö 67:1  | Röse                    |              | Häverö, Uppland     |       | 60.043398, 18.716746 | 10003600670001 | Ladda upp en bild av detta fornminne |
| Häverö 67:4  | Stensättning            |              | Häverö, Uppland     |       | 60.042683, 18.716120 | 10003600670004 | Ladda upp en bild av detta fornminne |
| Häverö 68:1  | Röse                    |              | Häverö, Uppland     |       | 60.043387, 18.718008 | 10003600680001 | Ladda upp en bild av detta fornminne |
| Häverö 68:2  | Stensättning            |              | Häverö, Uppland     |       | 60.043812, 18.718343 | 10003600680002 | Ladda upp en bild av detta fornminne |
| Häverö 68:3  | Stensättning            |              | Häverö, Uppland     |       | 60.043535, 18.718858 | 10003600680003 | Ladda upp en bild av detta fornminne |
| Häverö 68:4  | Stenkrets               |              | Häverö, Uppland     |       | 60.043820, 18.718581 | 10003600680004 | Ladda upp en bild av detta fornminne |
| Häverö 68:5  | Stensättning            |              | Häverö, Uppland     |       | 60.043728, 18.718474 | 10003600680005 | Ladda upp en bild av detta fornminne |
| Häverö 69:1  | Röse                    |              | Häverö, Uppland     |       | 60.042858, 18.718999 | 10003600690001 | Ladda upp en bild av detta fornminne |
| Häverö 70:1  | Röse                    |              | Häverö, Uppland     |       | 60.042467, 18.718292 | 10003600700001 | Ladda upp en bild av detta fornminne |
| Häverö 71:1  | Röse                    |              | Häverö, Uppland     |       | 60.042273, 18.720818 | 10003600710001 | Ladda upp en bild av detta fornminne |
| Häverö 72:1  | Grav- och boplatsområde |              | Häverö, Uppland     |       | 60.041630, 18.718941 | 10003600720001 | Ladda upp en bild av detta fornminne |
| Häverö 74:1  | Röse                    |              | Häverö, Uppland     |       | 60.040643, 18.715656 | 10003600740001 | Ladda upp en bild av detta fornminne |
| Häverö 75:1  | Stensättning            |              | Häverö, Uppland     |       | 60.042515, 18.714741 | 10003600750001 | Ladda upp en bild av detta fornminne |
| Häverö 75:2  | Stensättning            |              | Häverö, Uppland     |       | 60.042562, 18.714400 | 10003600750002 | Ladda upp en bild av detta fornminne |
| Häverö 75:3  | Röse                    |              | Häverö, Uppland     |       | 60.042645, 18.714019 | 10003600750003 | Ladda upp en bild av detta fornminne |
| Häverö 76:1  | Röse                    |              | Häverö, Uppland     |       | 60.043246, 18.713441 | 10003600760001 | Ladda upp en bild av detta fornminne |
| Häverö 76:2  | Stensättning            |              | Häverö, Uppland     |       | 60.043060, 18.713597 | 10003600760002 | Ladda upp en bild av detta fornminne |
| Häverö 77:1  | Stensättning            |              | Häverö, Uppland     |       | 60.042741, 18.724985 | 10003600770001 | Ladda upp en bild av detta fornminne |
| Häverö 77:2  | Stensättning            |              | Häverö, Uppland     |       | 60.042762, 18.724892 | 10003600770002 | Ladda upp en bild av detta fornminne |
| Häverö 77:3  | Stensättning            |              | Häverö, Uppland     |       | 60.042795, 18.724687 | 10003600770003 | Ladda upp en bild av detta fornminne |
| Häverö 78:1  | Gravfält                |              | Häverö, Uppland     |       | 60.041337, 18.725572 | 10003600780001 | Ladda upp en bild av detta fornminne |
| Häverö 79:1  | Gravfält                |              | Häverö, Uppland     |       | 60.041570, 18.724442 | 10003600790001 | Ladda upp en bild av detta fornminne |
| Häverö 82:1  | Stensättning            |              | Häverö, Uppland     |       | 60.042532, 18.722338 | 10003600820001 | Ladda upp en bild av detta fornminne |
| Häverö 85:1  | Stensättning            |              | Häverö, Uppland     |       | 60.041182, 18.735891 | 10003600850001 | Ladda upp en bild av detta fornminne |
| Häverö 85:2  | Stensättning            |              | Häverö, Uppland     |       | 60.041309, 18.735613 | 10003600850002 | Ladda upp en bild av detta fornminne |
| Häverö 85:3  | Stensättning            |              | Häverö, Uppland     |       | 60.041398, 18.735494 | 10003600850003 | Ladda upp en bild av detta fornminne |
| Häverö 85:4  | Stensättning            |              | Häverö, Uppland     |       | 60.041501, 18.735552 | 10003600850004 | Ladda upp en bild av detta fornminne |
| Häverö 86:1  | Stensättning            |              | Häverö, Uppland     |       | 60.041229, 18.733207 | 10003600860001 | Ladda upp en bild av detta fornminne |
| Häverö 87:1  | Stensättning            |              | Häverö, Uppland     |       | 60.038464, 18.741446 | 10003600870001 | Ladda upp en bild av detta fornminne |
| Häverö 87:2  | Stensättning            |              | Häverö, Uppland     |       | 60.038383, 18.741580 | 10003600870002 | Ladda upp en bild av detta fornminne |
| Häverö 87:3  | Stensättning            |              | Häverö, Uppland     |       | 60.038350, 18.741411 | 10003600870003 | Ladda upp en bild av detta fornminne |
| Häverö 88:1  | Stensättning            |              | Häverö, Uppland     |       | 60.040401, 18.735001 | 10003600880001 | Ladda upp en bild av detta fornminne |
| Häverö 89:1  | Gravfält                |              | Häverö, Uppland     |       | 60.038004, 18.737327 | 10003600890001 | Ladda upp en bild av detta fornminne |
| Häverö 90:1  | Stensättning            |              | Häverö, Uppland     |       | 60.037739, 18.738097 | 10003600900001 | Ladda upp en bild av detta fornminne |
| Häverö 94:1  | Gravfält                |              | Häverö, Uppland     |       | 60.035631, 18.772136 | 10003600940001 | Ladda upp en bild av detta fornminne |
| Häverö 96:1  | Gravfält                |              | Häverö, Uppland     |       | 60.030366, 18.771085 | 10003600960001 | Ladda upp en bild av detta fornminne |
| Häverö 97:1  | Stensättning            |              | Häverö, Uppland     |       | 60.028145, 18.768456 | 10003600970001 | Ladda upp en bild av detta fornminne |
| Häverö 97:2  | Stensättning            |              | Häverö, Uppland     |       | 60.028055, 18.768362 | 10003600970002 | Ladda upp en bild av detta fornminne |
| Häverö 102:1 | Gravfält                |              | Häverö, Uppland     |       | 60.046131, 18.676993 | 10003601020001 | Ladda upp en bild av detta fornminne |
| Häverö 103:1 | Gravfält                |              | Häverö, Uppland     |       | 60.047285, 18.676488 | 10003601030001 | Ladda upp en bild av detta fornminne |
| Häverö 105:1 | Stensättning            |              | Häverö, Uppland     |       | 60.047874, 18.669479 | 10003601050001 | Ladda upp en bild av detta fornminne |
| Häverö 107:1 | Stensättning            |              | Häverö, Uppland     |       | 60.050420, 18.670818 | 10003601070001 | Ladda upp en bild av detta fornminne |
| Häverö 107:2 | Stensättning            |              | Häverö, Uppland     |       | 60.050361, 18.670812 | 10003601070002 | Ladda upp en bild av detta fornminne |
| Häverö 113:1 | Stensättning            |              | Häverö, Uppland     |       | 60.052550, 18.668560 | 10003601130001 | Ladda upp en bild av detta fornminne |
| Häverö 124:1 | Röse                    |              | Häverö, Uppland     |       | 60.074747, 18.615090 | 10003601240001 | Ladda upp en bild av detta fornminne |
| Häverö 124:2 | Stensättning            |              | Häverö, Uppland     |       | 60.074721, 18.614782 | 10003601240002 | Ladda upp en bild av detta fornminne |
| Häverö 124:3 | Stensättning            |              | Häverö, Uppland     |       | 60.074792, 18.614871 | 10003601240003 | Ladda upp en bild av detta fornminne |
| Häverö 132:1 | Gravfält                |              | Häverö, Uppland     |       | 60.092155, 18.601980 | 10003601320001 | Ladda upp en bild av detta fornminne |
| Häverö 140:1 | Gravfält                |              | Häverö, Uppland     |       | 60.058677, 18.758307 | 10003601400001 | Ladda upp en bild av detta fornminne |
| Häverö 142:1 | Gravfält                |              | Häverö, Uppland     |       | 60.061712, 18.759867 | 10003601420001 | Ladda upp en bild av detta fornminne |
| Häverö 143:1 | Gravfält                |              | Häverö, Uppland     |       | 60.062077, 18.759253 | 10003601430001 | Ladda upp en bild av detta fornminne |
| Häverö 145:1 | Gravfält                |              | Häverö, Uppland     |       | 60.060986, 18.756053 | 10003601450001 | Ladda upp en bild av detta fornminne |
| Häverö 148:1 | Stensättning            |              | Häverö, Uppland     |       | 60.065126, 18.753516 | 10003601480001 | Ladda upp en bild av detta fornminne |
| Häverö 149:1 | Stensättning            |              | Häverö, Uppland     |       | 60.065294, 18.749801 | 10003601490001 | Ladda upp en bild av detta fornminne |
| Häverö 149:2 | Stensättning            |              | Häverö, Uppland     |       | 60.065257, 18.749886 | 10003601490002 | Ladda upp en bild av detta fornminne |
| Häverö 149:3 | Stensättning            |              | Häverö, Uppland     |       | 60.065159, 18.749878 | 10003601490003 | Ladda upp en bild av detta fornminne |
| Häverö 150:1 | Gravfält                |              | Häverö, Uppland     |       | 60.065059, 18.749116 | 10003601500001 | Ladda upp en bild av detta fornminne |
| Häverö 210:1 | Röse                    |              | Häverö, Uppland     |       | 60.041215, 18.717588 | 10003602100001 | Ladda upp en bild av detta fornminne |
| Häverö 210:2 | Röse                    |              | Häverö, Uppland     |       | 60.041053, 18.717659 | 10003602100002 | Ladda upp en bild av detta fornminne |
| Häverö 210:3 | Stensättning            |              | Häverö, Uppland     |       | 60.041079, 18.717406 | 10003602100003 | Ladda upp en bild av detta fornminne |
| Häverö 210:4 | Stensättning            |              | Häverö, Uppland     |       | 60.041508, 18.717979 | 10003602100004 | Ladda upp en bild av detta fornminne |
| Häverö 211:1 | Gravfält                |              | Häverö, Uppland     |       | 60.066073, 18.748848 | 10003602110001 | Ladda upp en bild av detta fornminne |
| Häverö 214:1 | Gravfält                |              | Häverö, Uppland     |       | 60.062115, 18.741320 | 10003602140001 | Ladda upp en bild av detta fornminne |
| Häverö 215:1 | Gravfält                |              | Häverö, Uppland     |       | 60.062464, 18.742042 | 10003602150001 | Ladda upp en bild av detta fornminne |
| Häverö 216:1 | Gravfält                |              | Häverö, Uppland     |       | 60.063376, 18.741974 | 10003602160001 | Ladda upp en bild av detta fornminne |
| Häverö 217:1 | Stensättning            |              | Häverö, Uppland     |       | 60.061406, 18.745518 | 10003602170001 | Ladda upp en bild av detta fornminne |
| Häverö 218:1 | Stensättning            |              | Häverö, Uppland     |       | 60.060943, 18.745149 | 10003602180001 | Ladda upp en bild av detta fornminne |
| Häverö 219:1 | Gravfält                |              | Häverö, Uppland     |       | 60.062888, 18.721462 | 10003602190001 | Ladda upp en bild av detta fornminne |
| Häverö 221:1 | Röse                    |              | Häverö, Uppland     |       | 60.065637, 18.716840 | 10003602210001 | Ladda upp en bild av detta fornminne |
| Häverö 222:1 | Röse                    |              | Häverö, Uppland     |       | 60.064275, 18.718292 | 10003602220001 | Ladda upp en bild av detta fornminne |
| Häverö 223:1 | Stensättning            |              | Häverö, Uppland     |       | 60.065404, 18.720018 | 10003602230001 | Ladda upp en bild av detta fornminne |
| Häverö 226:1 | Gravfält                |              | Häverö, Uppland     |       | 60.060463, 18.719421 | 10003602260001 | Ladda upp en bild av detta fornminne |
| Häverö 229:1 | Stensättning            |              | Häverö, Uppland     |       | 60.059577, 18.723607 | 10003602290001 | Ladda upp en bild av detta fornminne |
| Häverö 229:2 | Stensättning            |              | Häverö, Uppland     |       | 60.059305, 18.723477 | 10003602290002 | Ladda upp en bild av detta fornminne |
| Häverö 230:1 | Stensättning            |              | Häverö, Uppland     |       | 60.057264, 18.721684 | 10003602300001 | Ladda upp en bild av detta fornminne |
| Häverö 230:2 | Stensättning            |              | Häverö, Uppland     |       | 60.057343, 18.721475 | 10003602300002 | Ladda upp en bild av detta fornminne |
| Häverö 231:1 | Stensättning            |              | Häverö, Uppland     |       | 60.056552, 18.719766 | 10003602310001 | Ladda upp en bild av detta fornminne |
| Häverö 231:2 | Stensättning            |              | Häverö, Uppland     |       | 60.056533, 18.719283 | 10003602310002 | Ladda upp en bild av detta fornminne |
| Häverö 233:1 | Röse                    |              | Häverö, Uppland     |       | 60.057905, 18.718042 | 10003602330001 | Ladda upp en bild av detta fornminne |
| Häverö 233:2 | Stensättning            |              | Häverö, Uppland     |       | 60.057911, 18.717331 | 10003602330002 | Ladda upp en bild av detta fornminne |
| Häverö 233:3 | Stensättning            |              | Häverö, Uppland     |       | 60.057703, 18.717770 | 10003602330003 | Ladda upp en bild av detta fornminne |
| Häverö 234:1 | Röse                    |              | Häverö, Uppland     |       | 60.057551, 18.717111 | 10003602340001 | Ladda upp en bild av detta fornminne |
| Häverö 235:1 | Stensättning            |              | Häverö, Uppland     |       | 60.059019, 18.715102 | 10003602350001 | Ladda upp en bild av detta fornminne |
| Häverö 237:1 | Röse                    |              | Häverö, Uppland     |       | 60.062219, 18.713901 | 10003602370001 | Ladda upp en bild av detta fornminne |
| Häverö 237:2 | Stensättning            |              | Häverö, Uppland     |       | 60.062605, 18.714169 | 10003602370002 | Ladda upp en bild av detta fornminne |
| Häverö 237:3 | Röse                    |              | Häverö, Uppland     |       | 60.062715, 18.713514 | 10003602370003 | Ladda upp en bild av detta fornminne |
| Häverö 239:1 | Röse                    |              | Häverö, Uppland     |       | 60.061744, 18.712437 | 10003602390001 | Ladda upp en bild av detta fornminne |
| Häverö 239:2 | Stensättning            |              | Häverö, Uppland     |       | 60.062094, 18.712260 | 10003602390002 | Ladda upp en bild av detta fornminne |
| Häverö 239:3 | Stensättning            |              | Häverö, Uppland     |       | 60.061703, 18.712943 | 10003602390003 | Ladda upp en bild av detta fornminne |
| Häverö 239:4 | Stensättning            |              | Häverö, Uppland     |       | 60.061519, 18.712713 | 10003602390004 | Ladda upp en bild av detta fornminne |
| Häverö 240:1 | Stensättning            |              | Häverö, Uppland     |       | 60.060781, 18.713256 | 10003602400001 | Ladda upp en bild av detta fornminne |
| Häverö 241:1 | Grav- och boplatsområde |              | Häverö, Uppland     |       | 60.061141, 18.711707 | 10003602410001 | Ladda upp en bild av detta fornminne |
| Häverö 243:1 | Gravfält                |              | Häverö, Uppland     |       | 60.060872, 18.709365 | 10003602430001 | Ladda upp en bild av detta fornminne |
| Häverö 244:1 | Stensättning            |              | Häverö, Uppland     |       | 60.057632, 18.711352 | 10003602440001 | Ladda upp en bild av detta fornminne |
| Häverö 244:2 | Stensättning            |              | Häverö, Uppland     |       | 60.057404, 18.711764 | 10003602440002 | Ladda upp en bild av detta fornminne |
| Häverö 245:1 | Röse                    |              | Häverö, Uppland     |       | 60.058253, 18.708612 | 10003602450001 | Ladda upp en bild av detta fornminne |
| Häverö 245:2 | Röse                    |              | Häverö, Uppland     |       | 60.058402, 18.707727 | 10003602450002 | Ladda upp en bild av detta fornminne |
| Häverö 245:3 | Stensättning            |              | Häverö, Uppland     |       | 60.058081, 18.709130 | 10003602450003 | Ladda upp en bild av detta fornminne |
| Häverö 245:4 | Stensättning            |              | Häverö, Uppland     |       | 60.057691, 18.708448 | 10003602450004 | Ladda upp en bild av detta fornminne |
| Häverö 246:1 | Röse                    |              | Häverö, Uppland     |       | 60.058786, 18.708989 | 10003602460001 | Ladda upp en bild av detta fornminne |
| Häverö 246:2 | Stensättning            |              | Häverö, Uppland     |       | 60.058617, 18.708304 | 10003602460002 | Ladda upp en bild av detta fornminne |
| Häverö 247:1 | Röse                    |              | Häverö, Uppland     |       | 60.058860, 18.707566 | 10003602470001 | Ladda upp en bild av detta fornminne |
| Häverö 247:2 | Stensättning            |              | Häverö, Uppland     |       | 60.058870, 18.707305 | 10003602470002 | Ladda upp en bild av detta fornminne |
| Häverö 247:3 | Stensättning            |              | Häverö, Uppland     |       | 60.058938, 18.707328 | 10003602470003 | Ladda upp en bild av detta fornminne |
| Häverö 248:1 | Röse                    |              | Häverö, Uppland     |       | 60.066572, 18.707179 | 10003602480001 | Ladda upp en bild av detta fornminne |
| Häverö 249:1 | Gravfält                |              | Häverö, Uppland     |       | 60.062674, 18.749597 | 10003602490001 | Ladda upp en bild av detta fornminne |
| Häverö 250:1 | Gravfält                |              | Häverö, Uppland     |       | 60.079096, 18.687451 | 10003602500001 | Ladda upp en bild av detta fornminne |
| Häverö 251:1 | Gravfält                |              | Häverö, Uppland     |       | 60.079638, 18.686852 | 10003602510001 | Ladda upp en bild av detta fornminne |
| Häverö 257:1 | Stensättning            |              | Häverö, Uppland     |       | 60.121368, 18.718888 | 10003602570001 | Ladda upp en bild av detta fornminne |
| Häverö 257:2 | Stensättning            |              | Häverö, Uppland     |       | 60.121355, 18.719012 | 10003602570002 | Ladda upp en bild av detta fornminne |
| Häverö 258:1 | Röse                    |              | Häverö, Uppland     |       | 60.117768, 18.746125 | 10003602580001 | Ladda upp en bild av detta fornminne |
| Häverö 262:1 | Stensättning            |              | Häverö, Uppland     |       | 60.041140, 18.723730 | 10003602620001 | Ladda upp en bild av detta fornminne |
| Häverö 262:2 | Stensättning            |              | Häverö, Uppland     |       | 60.041050, 18.723857 | 10003602620002 | Ladda upp en bild av detta fornminne |
| Häverö 270:1 | Gravfält                |              | Häverö, Uppland     |       | 60.038553, 18.740819 | 10003602700001 | Ladda upp en bild av detta fornminne |
| Häverö 271:1 | Gravfält                |              | Häverö, Uppland     |       | 60.038404, 18.739984 | 10003602710001 | Ladda upp en bild av detta fornminne |
| Häverö 281:1 | Stensättning            |              | Häverö, Uppland     |       | 60.066122, 18.707481 | 10003602810001 | Ladda upp en bild av detta fornminne |
| Häverö 281:2 | Stensättning            |              | Häverö, Uppland     |       | 60.066173, 18.707319 | 10003602810002 | Ladda upp en bild av detta fornminne |
| Häverö 288:1 | Stensättning            |              | Häverö, Uppland     |       | 60.041914, 18.691159 | 10003602880001 | Ladda upp en bild av detta fornminne |
| Häverö 401:1 | Stensättning            |              | Häverö, Uppland     |       | 60.035285, 18.596844 | 10003604010001 | Ladda upp en bild av detta fornminne |
| Häverö 402:1 | Stensättning            |              | Häverö, Uppland     |       | 60.037018, 18.594360 | 10003604020001 | Ladda upp en bild av detta fornminne |